# شتيفاني زيغر
شتيفاني زيغر (بالألمانية: Stefanie Sieger)‏ (و. 1988  م) هي متسابقة على الجليد بمزلاجة ألمانية، ولدت في بيرتشسغادن.